# Burrow-with-Burrow
Burrow-with-Burrow is een civil parish in het bestuurlijke gebied Lancaster, in het Engelse graafschap Lancashire met 182 inwoners.